# Gannay-sur-Loire
Gannay-sur-Loire és un municipi francès, situat al departament de l'Alier i a la regió d'Alvèrnia-Roine-Alps. L'any 2007 tenia 409 habitants.

## Demografia

### Població
El 2007 la població de fet de Gannay-sur-Loire era de 409 persones. Hi havia 180 famílies de les quals 64 eren unipersonals (24 homes vivint sols i 40 dones vivint soles), 56 parelles sense fills, 48 parelles amb fills i 12 famílies monoparentals amb fills.
La població ha evolucionat segons el següent gràfic:
Habitants censats

### Habitatges
El 2007 hi havia 254 habitatges, 188 eren l'habitatge principal de la família, 34 eren segones residències i 32 estaven desocupats. 240 eren cases i 10 eren apartaments. Dels 188 habitatges principals, 134 estaven ocupats pels seus propietaris, 52 estaven llogats i ocupats pels llogaters i 2 estaven cedits a títol gratuït; 3 tenien una cambra, 5 en tenien dues, 32 en tenien tres, 51 en tenien quatre i 97 en tenien cinc o més. 133 habitatges disposaven pel capbaix d'una plaça de pàrquing. A 68 habitatges hi havia un automòbil i a 87 n'hi havia dos o més.

### Piràmide de població
La piràmide de població per edats i sexe el 2009 era:
| Homes | Edats   | Dones |
| ----- | ------- | ----- |
| 0     | 95 o +  | 0     |
| 0     | 90 a 94 | 0     |
| 0     | 85 a 89 | 8     |
| 4     | 80 a 84 | 8     |
| 16    | 75 a 79 | 12    |
| 12    | 70 a 74 | 12    |
| 8     | 65 a 69 | 28    |
| 12    | 60 a 64 | 8     |
| 8     | 55 a 59 | 12    |
| 20    | 50 a 54 | 8     |
| 12    | 45 a 49 | 12    |
| 12    | 40 a 44 | 4     |
| 16    | 35 a 39 | 16    |
| 4     | 30 a 34 | 16    |
| 16    | 25 a 29 | 8     |
| 4     | 20 a 24 | 4     |
| 16    | 15 a 19 | 4     |
| 0     | 10 a 14 | 12    |
| 28    | 5 a 9   | 0     |
| 12    | 0 a 4   | 4     |

## Economia
El 2007 la població en edat de treballar era de 243 persones, 172 eren actives i 71 eren inactives. De les 172 persones actives 157 estaven ocupades (91 homes i 66 dones) i 15 estaven aturades (3 homes i 12 dones). De les 71 persones inactives 30 estaven jubilades, 20 estaven estudiant i 21 estaven classificades com a «altres inactius».

### Ingressos
El 2009 a Gannay-sur-Loire hi havia 192 unitats fiscals que integraven 408 persones, la mediana anual d'ingressos fiscals per persona era de 15.177,5 €.

### Activitats econòmiques
Dels 22 establiments que hi havia el 2007, 1 era d'una empresa alimentària, 1 d'una empresa de fabricació d'altres productes industrials, 4 d'empreses de construcció, 4 d'empreses de comerç i reparació d'automòbils, 1 d'una empresa de transport, 3 d'empreses d'hostatgeria i restauració, 3 d'empreses de serveis i 5 d'empreses classificades com a «altres activitats de serveis».
Dels 9 establiments de servei als particulars que hi havia el 2009, 1 era una oficina de correu, 1 taller de reparació d'automòbils i de material agrícola, 2 guixaires pintors, 1 lampisteria, 1 perruqueria, 2 restaurants i 1 saló de bellesa.
Dels 3 establiments comercials que hi havia el 2009, 1 era una botiga de menys de 120 m², 1 una fleca i 1 una carnisseria.
L'any 2000 a Gannay-sur-Loire hi havia 25 explotacions agrícoles que ocupaven un total de 2.205 hectàrees.

## Equipaments sanitaris i escolars
El 2009 hi havia una escola maternal integrada dins d'un grup escolar amb les comunes properes formant una escola dispersa.

## Poblacions més properes
El següent diagrama mostra les poblacions més properes.